# Carmen Waterslaeghers
Carmen Virginie Philomène Vandormael, beter gekend als Carmen Waterslaeghers, is een personage uit de televisiereeks F.C. De Kampioenen. Loes Van den Heuvel is de actrice die haar gestalte geeft. Ze is een van de oorspronkelijke personages.

## Personage
Carmen is de vrouw van Xavier Waterslaeghers, die ze steevast "Sjoeke" noemt. Ze verjaart op 6 april. Voor hun huwelijksreis gingen ze eten bij de plaatselijke frituur en daarna logeerden ze drie weken op camping Marina in Blankenberge. Ze wonen in de Zeugsteeg op nummer 14. Hun huwelijksverjaardag staat ter discussie. In reeks 6 (1996) vieren ze hun 15e huwelijksverjaardag. In reeks 13 (2003) waren ze 25 jaar getrouwd, hoewel er maar zeven jaar tussen reeks 6 en reeks 13 zit. In reeks 16 waren ze 'bijna' 30 jaar getrouwd.
In juni 2020 sneuvelt Xavier tijdens een humanitaire missie in Ethiopië.
Carmens passies zijn roddelen en seks.
Ze werkt bij Balthazar Boma als poetsvrouw. Van reeks 6 tot 12 was ze tevens uitbaatster van een krantenwinkel ('Bij Xavier') en van reeks 13 tot 16 van een frituur. De krantenwinkel was ze beu geworden en sloot de deuren en de frituur werd opgekocht door een frietkotmuseum. In reeks 21 werd een van Carmens grootste dromen waar wanneer ze het schopt tot bekende Vlaming: ze wordt belspelpresentatrice. Bovendien had ze eenmalig een eigen magazine: de Carmen. In de tweede film is het onduidelijk of ze nog als belspelpresentatrice werkt aangezien ze weer als poetsvrouw werkt bij Balthazar Boma.
Hoewel Xavier en Carmen geen kinderen hebben, beschouwt Carmen zichzelf toch als een echte moeder: voor haar hondje Nero. Ze behandelt het dier vaak als een echt kindje.
Ze studeerde "snit en naad" maar buisde in het eerste jaar. Ze dubbelde echter en deed de studie uit. In reeks 14 had ze een klasreünie. Tevens zat ze in haar jeugd bij de majorettes.
Ze kan niet goed koken en doet dat dan ook niet vaak. Als ze toch kookt is dit vaak "stoemp" met worst. Regelmatig gaat ze frieten halen bij de frituur. Ondanks dit won ze volgens aflevering 7 van reeks 7 ooit een regionale keukenwedstrijd van de boerinnenbond met als gerecht parelhoen met appelmoes en kroketten.
Carmen is geen katje om zonder handschoenen aan te pakken. Ooit sloeg ze sergeant De Kroet met haar handtas omdat zij en Xavier niet binnen mochten op het bal van het leger. Toen ze in reeks 3 haar voet bezeerd had, zette ze het ziekenhuis op stelten en sloeg ze de hoofdverpleegster eveneens met haar handtas. Ook zat ze al twee keer in een dwangbuis : in aflevering 1 van reeks 13 en aflevering 2 van reeks 21. Ook binnen haar huwelijk draagt zij de broek. Ze is heel bazig tegenover Xavier en commandeert en kleineert hem voortdurend. Vooral zijn drinkgedrag, bedprestaties en functie binnen de ploeg worden door haar aangepakt. Als iemand anders hem echter beledigt of berispt (bijvoorbeeld over zijn kwaliteiten als keeper), komt ze vaak voor hem op.
In de eerste seizoenen rookte ze sigaretten en vroeg ze steeds 'een filterke' of een whiskey aan Pascale als vaste drank. Later dronk ze meestal porto en rookte ze sigaren. De laatste drie seizoenen rookte ze helemaal niet meer.
De lievelingsfilm van Carmen is Titanic. Ze is vooral ontroerd om de romantische scène op het dek, zoals te zien is wanneer de Kampioenen een cruise maken op 'The Freedom of the Seas'. Ze dacht dat het schip nooit echt gezonken was, tot Bieke haar het tegendeel vertelde.
Carmen nam in reeks 14 deel aan het quizprogramma Quix. Ze verloor van Maurice de Praetere. In reeks 17 nam ze deel aan een wielerwedstrijd die georganiseerd was door de gemeente. Doordat alle mannen de verkeerde weg namen, won Carmen voor Pol De Tremmerie en Belgische kampioen Roger Hoof.
Fernand Costermans heeft een oogje op haar. Ze maakt regelmatig misbruik van zijn gevoelens om dingen van hem gedaan te kunnen krijgen of om Xavier jaloers te kunnen maken. Doortje, Pascale en Bieke zijn haar beste vriendinnen, hoewel ze hen vaak uitscheldt en alle "sappige" details doorvertelt aan de kapper.
Tussen F.C. De Kampioenen 4: Viva Boma! en de kerstspecial sneuvelde haar man Xavier tijdens een humanitaire missie in Ethiopië waarop hij ondanks zijn pensioen bij het leger was vertrokken. In de kerstspecial werd ze gevraagd om meter te worden van Xavier Junior, de zoon van Ronald en Niki.

## Familie
Haar ouders heten Jules en Agnes Vandormael. Ze was enig kind. Zij waren in slechts 1 aflevering te zien (Oud zot uit reeks 11) en werden vertolkt door respectievelijk Rudi Delhem en Gerda Marchand. Jules was vroeger schipper op de lange omvaart en is erg jaloers. Agnes is het oudere evenbeeld van Carmen.
In reeks 1 raakt bekend dat Carmen een neef heeft die bij de belastingen werkt.

## Catchphrases
- "Sjoeke!" of "(smerig) boeferke" (tegen Xavier)
- "M'n boeleke" (tegen Nero)
- "Asperge", "Kieken" of "Gespierde stylo" (tegen Marc)
- "Tante nonneke", "Kwezel", "Moeder Theresa" of "Moeder overste" (tegen Doortje)
- "Schoolmeesterke" (tegen Pico daarna Pol)
- "Bosaap!" (tegen DDT)
- "Voor mij een portooke, Pascaleke"
- "Zeg, ik wil mij daar nu niet mee moeien hé, maar ..."
- "Mislukt missiepaterke" (tegen Pol)
- "Die vuil moustache he" (over Boma)
- "Xavier, af!"
- "Potverdekke hè"
- "Judas!"

## Uiterlijke kenmerken
- Donkerrood, krullend haar
- Gewaagd korte jurken en rokjes, zwarte nylonkousen, hoge naaldhakken, dierenprints en felle kleuren
- Opzichtige juwelen en accessoires

## Beroep
- Poetsvrouw bij Boma (seizoen 1 - seizoen 20, film 2 - film 4)
- Secretaresse bij DDT oké Cars (seizoen 4 en seizoen 7)
- Uitbaatster café De Kampioen (seizoen 8)
- Uitbaatster krantenwinkel (seizoen 6 - seizoen 12)
- Uitbaatster restaurant Chez Nero (seizoen 10)
- Uitbaatster frituur (seizoen 13 - seizoen 16)
- Bekende Vlaming (seizoen 21 - film 1)
- Hygiënisch verantwoordelijke bij DDT oké Cars (film 3)

## Trivia
- Men liep eerst met het idee rond om Carmen geen rode maar een blonde pruik te laten dragen. Uiteindelijk heeft men toch voor de 'rosse' pruik gekozen. Carmen droeg 1 keer haar blonde pruik, namelijk in de aflevering "Crisis" in reeks 1.
- Oorspronkelijk had men het idee om Carmen een vrouw met Spaanse roots te laten spelen.
- Oorspronkelijk zou de rol van Carmen vertolkt worden door Danni Heylen, en die van Pascale door Loes Van den Heuvel. Maar de actrices vroegen te wisselen van rol, en dat gebeurde ook. Daarnaast deed ook Greet Rouffaer auditie voor de rol van Carmen, maar zij kreeg de rol van het gastpersonage Marijke.
- Carmen Waterslaeghers was in 1992 te zien in een aflevering (De werkvrouw) van Samson en Gert.